# 東日本大震災に対処するための土地改良法の特例に関する法律
東日本大震災に対処するための土地改良法の特例に関する法律（ひかしにほんたいしんさいにたいしょするためのとちかいりょうほうのとくれいにかんするほうりつ、平成23年5月2日法律第43号）は、東日本大震災に対処するための、国または都道府県が行う土地改良事業等に関する法律で、土地改良法に対する特別法である。
法令番号は平成23年法律第43号。
津波を受けた農地の除塩事業を土地改良事業（災害復旧）とみなし、この災害復旧については、申請によらず国・都道府県が区画整理、施設変更ができることや、土地改良の同意徴収、事業の都道府県負担金の特例が設けられた。

## 経緯
- 2011年4月26日：法案が閣議決定。
- 2011年4月30日：第177回国会衆議院で可決。
- 2011年5月2日：参議院で可決、成立。公布[2]。